# STS-41-B
STS-41-B var den tionde flygningen i det amerikanska rymdfärjeprogrammet och den fjärde i ordningen för rymdfärjan Challenger. Den sköts upp från Pad 39A vid Kennedy Space Center i Florida den 3 februari 1984. Efter nästan åtta dagar i omloppsbana runt jorden återinträdde rymdfärjan i jordens atmosfär och landade vid Kennedy Space Center.

## Uppdragets mål
Huvuduppdraget var att placera två kommunikationssatelliter i omloppsbana - WESTAR för Western Union och Palapa B-2 för det indonesiska telebolaget Telkom.

## Start och landning
Starten skedde klockan 08:00 (EST) 3 februari 1984 vid Kennedy Space Center i Florida. Landningen skedde klockan 07:15 (EST) 11 februari 1984 på samma plats.